# Eduardo Martínez Somalo
Eduardo Martínez Somalo (Baños de Río Tobía, 31 de marzo de 1927-Ciudad del Vaticano, 10 de agosto de 2021) fue un sacerdote, arzobispo y cardenal español. Camarlengo de la Iglesia católica, entre 1993 y 2007.

## Primeros estudios
Cursó sus estudios en Teología y Derecho Canónico en la Pontificia Universidad Gregoriana en Roma, y fue también doctor en derecho canónico por la Pontificia Universidad Lateranense, igualmente situada en Roma.

## Carrera eclesiástica

### Diplomacia de la Santa Sede
Tras ser ordenado sacerdote en Roma el 19 de marzo de 1950, entró en el servicio diplomático de la Santa Sede. 
El 12 de noviembre de 1975 fue nombrado arzobispo de Thagora y nuncio apostólico en Colombia por el papa Pablo VI. El 13 de diciembre de ese mismo año fue consagrado obispo por el cardenal Jean-Marie Villot.
Ocupó subsecuentemente los cargos de responsable de la sección española de la Secretaría de Estado, Nuncio apostólico en Colombia y sustituto de la Secretaría de Estado (cargo considerado la tercera posición en jerarquía dentro de la Santa Sede).[cita requerida]

### Cardenalato
En mayo de 1988 Martínez Somalo cesó en sus funciones como sustituto de la Secretaría de Estado, y un mes más tarde fue creado cardenal por el papa Juan Pablo II, junto con otros 23 purpurados.
El 21 de enero de 1992, el Pontífice lo nombró prefecto de la Congregación para los Institutos de Vida Consagrada y las Sociedades de Vida Apostólica.
El 5 de abril de 1993 fue nombrado por Juan Pablo II Camarlengo de la Iglesia Católica en sustitución del cardenal Sebastiano Baggio, quien había fallecido quince días antes. 
Presentó su renuncia tras cumplir 80 años, y el 4 de abril de 2007 el papa Benedicto XVI designó al Cardenal Bertone como nuevo Camarlengo. 
Como cardenal camarlengo le correspondió ejercer las especiales funciones reservadas a este cargo durante la sede vacante a la muerte de Juan Pablo II.

## Últimos años
Desde su retiro, comenzó a sufrir fuertes quebrantos de salud. Falleció en la madrugada del 10 de agosto de 2021, producto de un Infarto agudo de miocardio.
Su funeral se llevó a cabo el 20 de agosto de 2021, en la iglesia de San Pelayo de su pueblo, en Baños de Río Tobía. Previamente fue velado en la Ermita de La Virgen de Los Parrales, de la misma localidad. Su deseo fue ser enterrado en el panteón familiar, del cementerio de su pueblo natal, lo cual fue concedido.